# Rio Tenaru
Rio Tenaru  é um rio na costa norte da ilha de Guadalcanal, no país das Ilhas Salomão,, no Oceano Pacífico. Ele desagua no Savo Sound (chamado Sealark Sound antes da Segunda Guerra Mundial ). 

## História
Durante a Segunda Guerra Mundial, no segundo semestre de 1942, as margens do rio foi o local da Batalha do Rio Tenaru entre forças dos Estados Unidos e Exército Imperial japonês com a vitoria dos Aliados.